# Онтаріо
Онта́ріо (англ. Ontario, з ірокезьких мов — «багато води» або «прекрасні води») — провінція на центральному сході Канади. Площа 1 076 395 км². Населення — понад 12 мільйонів, з них 336 тисяч ідентифікують себе україноканадцями, 318 тисяч — корінними індіанцями. Адміністративним центром провінції є місто Торонто (найбільше місто Канади). На території Онтаріо також розташована столиця всієї Канади — місто Оттава.
Онтаріо має найчисельніше населення з-поміж канадських регіонів та є найбільш економічно та промислово розвиненим. Потужні автомобільна, енергетична та видобувна галузі. Історично склалося суперництво щодо національного лідерства поміж англомовним Онтаріо та франкомовним Квебеком.
Онтаріо — це рівнинний край, що налічує близько півмільйона озер. З-поміж них Великі озера, за одним із яких, озером Онтаріо, провінція і отримала свою назву. На державному кордоні із США знаходиться Ніагарський водоспад. Телевежа Торонто Сі-Ен Тауер є найвищою спорудою Західної півкулі.
Керується Законодавчою Асамблеєю та Прем'єром, очолюється намісником королеви — Лейтенант-губернатором. Вирізняють Південне та Північне Онтаріо з різко відмінною історією, демографією, економікою та географією.

## Символи

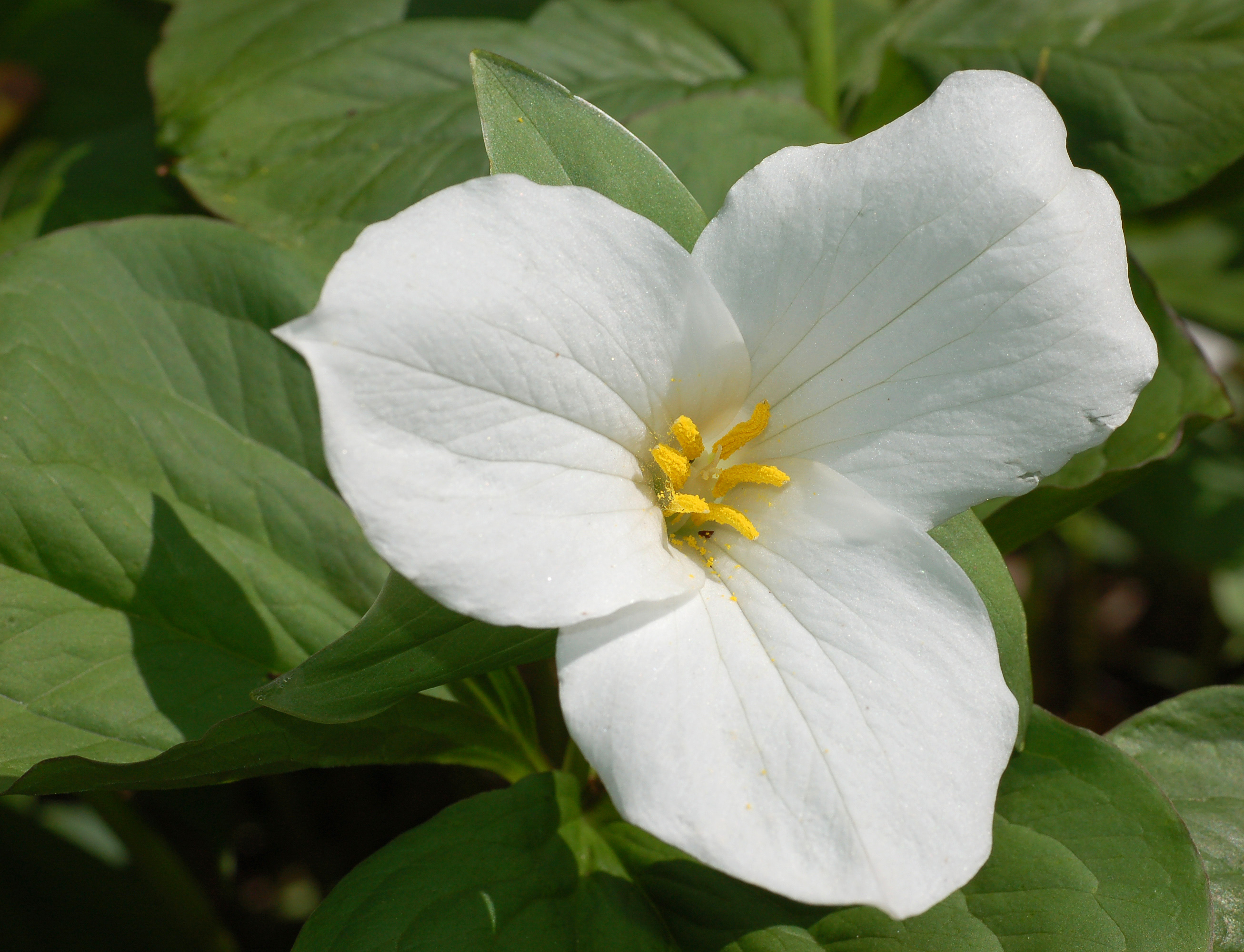
Квітка Trillium grandiflorum — символ провінції.

Традиційно канадські провінції мають різноманітну символіку:
- Квітка — Trillium grandiflorum (дослівно укр. тріліум великоквітковий)
- Дерево — сосна веймутова
- Птах — полярна гагара
- Прапор Онтаріо — в сучасному варіанті прийнятий в 1965 році. На червоному британському прапорі розміщений гербовий щит Онтаріо.
- Основу герба Онтаріо — затверджено у 1868 році королевою Вікторією, яка грамотою утвердила герби всім 4-м новоутвореним провінціям Канади. Великий герб Онтаріо розроблено адвокатом із Торонто Едвардом М.Чедвіком. Його утвердив грамотою король Едуард VII. Щит герба складається з двох сегментів: вгорі — хрест святого Георгія, внизу — три золоті кленові листки на зеленому фоні. Нашоломник: чорний ведмідь, що стоїть на жовто-зеленому вінку. Правий щитотримач - лось, лівий - олень. Знизу — девіз.[6]
- Девіз — «Вірна від початку і назавжди» (лат. «Ut Incepit Fidelis Sic Permanet») було прийнято в 1868 році. Перший лейтенант-губернатор Онтаріо сер Генрі Вільям Стістед[en] побачив цей девіз у вітальні іспанського генерал-лейтенанта (ісп. José Bascarán y Federic[es]) — і гасло припало йому до душі, як таке, що найкраще віддзеркалює вірність онтаріанців англійській короні.

## Географія
Провінція простягається з півночі на південь на 1 730 км, із заходу на схід на 1 690 км. Площа Онтаріо становить 1 076 395 км², в тому числі суходолу — 917 741 км² (85,26 %), водойм — 158 654 км² (14,74 %). Онтаріо займає 10,8 % від загальноканадської площі та посідає 4-е місце з-поміж усіх провінцій і територій Канади, а також 2-е місце за площею суцільної суші (без врахування островів). До провінції належать 1 864 острови.

### Рельєф

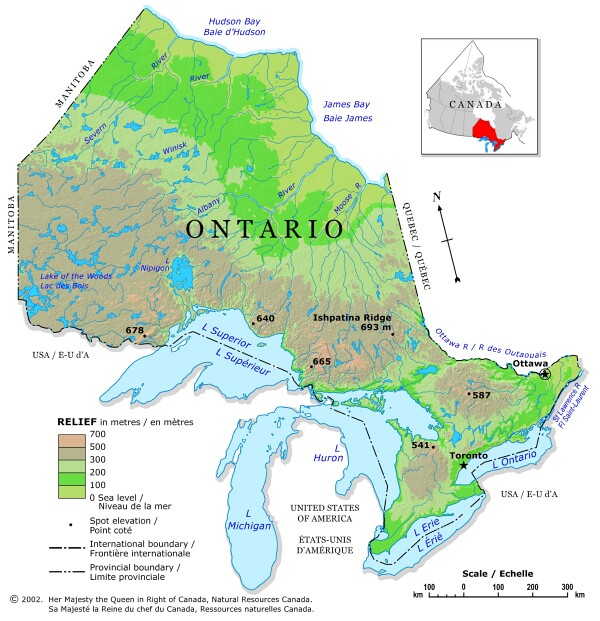
Фізична мапа провінції Онтаріо.

Рельєф Онтаріо характеризується трьома регіонами: Святолаврентійська низовина на півдні, Лаврентійська височина у центрі та Гудзонська низовина на півночі. Більшу частину провінції займає багата на мінерали Лаврентійська височина, яка є виступом Канадського щита.
В цілому рельєф краю полого-хвилястий рівнинний, у ньому відсутні гористі місцевості. Перепади висот від рівня моря до 693 метрів над ним. Найвища вершина — гора Ішпатіна Рідж.

### Межі
Найпівденніші точки провінції — безлюдний острів Міддл в озері Ері та сусідній заселений острів Піліі є водночас найпівденнішими точками Канади.
- Північна межа Онтаріо пролягає водною поверхнею за кілька кілометрів від берега затоки Гудзона та її відгалуженням — затокою Джеймса, акваторія та всі острови заток відносяться до території Нунавут. Кількома кілометрами водної границі в затоці Джеймса Онтаріо межує із Квебеком.
- Зі східного боку межує з провінцією Квебек. Межа уздовж 430 км проходить меридіаном 79°30' зх. д., в тому числі через озеро Абітібі, від озера Тіміскамінг і надалі протягом 620 км йде річкою Оттава майже до місця її впадіння в річку Св. Лаврентія. Далі, обминувши околиці Монреаля, пролягає річкою Святого Лаврентія впродовж 36 км до державного кордону.
- Південна межа Онтаріо довжиною 2 700 км є державним кордоном із США та повністю проходить прісними водоймами. Впродовж 309 км Онтаріо має кордон зі штатом Нью-Йорк, що проходить через річку Святого Лаврентія, озеро Онтаріо, річку Ніагара та частково через озеро Ері. Через Ері Онтаріо межує також зі штатами Пенсільванія, Огайо та Мічиган. Далі кордон з Мічиганом проходить через річку Детройт, озеро Сент-Клер та річку Сент-Клер, потім озером Гурон, річкою Святої Марії та на озері Верхньому завершується кордон із Мічиганом сумарною довжиною 1 160 км. Надалі дрібними річками та озерами впродовж 685 км йде кордон із Міннесотою, який закінчується на Лісовому озері.
- Західна межа протяжністю 1 025 км з провінцією Манітоба йде від державного кордону по меридіану 95°50' зх. д. до 53° пн. ш., надалі, повернувши в напрямку Пн-Зх-Пн, йде до затоки Гудзона.

### Клімат
Клімат варіюється від вологого континентального на півдні до субарктичного на півночі. Для півдня характерні значна кількість опадів, помірна зима та тепле літо. Для півночі властива менша кількість опадів та нижчі температури, сувора тривала зима та коротке тепле літо. Значні площі води на півдні та на півночі значно пом'якшують добові та річні перепади температур. Центральна частина провінції має меншу вологість, тому для неї характерні значні коливання температури впродовж року.
Онтаріо належить до трьох природних зон. Північні прибережні райони відносяться до тундри з її багаторічною мерзлотою. Ці райони вкриті низькорослими чагарниками, травами, мохами та лишайниками. Решта районів провінції, окрім Південного Онтаріо, вкриті тайгою. Південне Онтаріо належить до зони мішаних лісів.
Близько 3/4 території провінції вкривають ліси. Значні площі заболочені, вкриті торф'яниками та озерами. Святолаврентійська низовина значною мірою розорана та урбанізована.
Навколо міст Ніагара-Фолс та Віндзор (Південно-Західне Онтаріо) середня січнева температур становить -4 °C, липнева — +23 °C. У місті Капускейсінг (Північно-Східне Онтаріо) рекордні перепади від -47 °C (рекорд у січні та в грудні) до +38 °C (рекорд червня).
Найвищу температуру +42,2 °C зареєстровано 11 липня 1936 року в містечку Атікокан, Північно-Західне Онтаріо). Найнижчу — -58,3 °C 23 січня 1935 року в Ірокез Фолс Північно-Східне Онтаріо.
| Клімат Ніагара-Фолсу (Пд-Зх)                          | Клімат Ніагара-Фолсу (Пд-Зх) | Клімат Ніагара-Фолсу (Пд-Зх) | Клімат Ніагара-Фолсу (Пд-Зх) | Клімат Ніагара-Фолсу (Пд-Зх) | Клімат Ніагара-Фолсу (Пд-Зх) | Клімат Ніагара-Фолсу (Пд-Зх) | Клімат Ніагара-Фолсу (Пд-Зх) | Клімат Ніагара-Фолсу (Пд-Зх) | Клімат Ніагара-Фолсу (Пд-Зх) | Клімат Ніагара-Фолсу (Пд-Зх) | Клімат Ніагара-Фолсу (Пд-Зх) | Клімат Ніагара-Фолсу (Пд-Зх) | Клімат Ніагара-Фолсу (Пд-Зх) |
| Показник                                              | Січ.                         | Лют.                         | Бер.                         | Квіт.                        | Трав.                        | Черв.                        | Лип.                         | Серп.                        | Вер.                         | Жовт.                        | Лист.                        | Груд.                        | Рік                          |
| Абсолютний максимум, °C                               | 22,2                         | 17,8                         | 26,1                         | 33                           | 35                           | 34,4                         | 37                           | 38,3                         | 35,6                         | 32,8                         | 24,4                         | 21,5                         | 38,3                         |
| Середній максимум, °C                                 | −1                           | −0,5                         | 5,1                          | 12,2                         | 19,3                         | 24,2                         | 27,2                         | 26                           | 21,3                         | 14,7                         | 16,2                         | 1,9                          | 13,2                         |
| Середній мінімум, °C                                  | −7,9                         | −7,7                         | −3,2                         | 2,4                          | 8,6                          | 13,9                         | 17,2                         | 16,7                         | 12,5                         | 6,4                          | 7,8                          | −4,7                         | 4,6                          |
| Абсолютний мінімум, °C                                | −25                          | −25                          | −20                          | −13,5                        | −4,4                         | 2,2                          | 5,6                          | 4                            | 0                            | −6,7                         | −12,2                        | −24                          | −25                          |
| Норма опадів, мм                                      | 69.5                         | 67.4                         | 75.5                         | 75.5                         | 76.5                         | 87.5                         | 75.4                         | 81.6                         | 95.2                         | 84.3                         | 91                           | 90.7                         | 970.2                        |
| ----------------------------------------------------- | ---------------------------- | ---------------------------- | ---------------------------- | ---------------------------- | ---------------------------- | ---------------------------- | ---------------------------- | ---------------------------- | ---------------------------- | ---------------------------- | ---------------------------- | ---------------------------- | ---------------------------- |
| Джерело: Департамент навколишнього середовища Канади. |                              |                              |                              |                              |                              |                              |                              |                              |                              |                              |                              |                              |                              |

| Клімат Капускейсінгу (Цн-Сх)                          | Клімат Капускейсінгу (Цн-Сх) | Клімат Капускейсінгу (Цн-Сх) | Клімат Капускейсінгу (Цн-Сх) | Клімат Капускейсінгу (Цн-Сх) | Клімат Капускейсінгу (Цн-Сх) | Клімат Капускейсінгу (Цн-Сх) | Клімат Капускейсінгу (Цн-Сх) | Клімат Капускейсінгу (Цн-Сх) | Клімат Капускейсінгу (Цн-Сх) | Клімат Капускейсінгу (Цн-Сх) | Клімат Капускейсінгу (Цн-Сх) | Клімат Капускейсінгу (Цн-Сх) | Клімат Капускейсінгу (Цн-Сх) |
| Показник                                              | Січ.                         | Лют.                         | Бер.                         | Квіт.                        | Трав.                        | Черв.                        | Лип.                         | Серп.                        | Вер.                         | Жовт.                        | Лист.                        | Груд.                        | Рік                          |
| Абсолютний максимум, °C                               | 20,5                         | 12,2                         | 19,4                         | 29,7                         | 33,6                         | 38,3                         | 36,7                         | 35                           | 33,3                         | 27,8                         | 19,4                         | 13,3                         | 38,3                         |
| Середній максимум, °C                                 | −12,4                        | −8,4                         | −1,6                         | 7                            | 16                           | 21,3                         | 23,9                         | 22,2                         | 15,7                         | 8,3                          | −0,7                         | −9,1                         | 6,9                          |
| Середній мінімум, °C                                  | −24,9                        | −22,5                        | −15,5                        | −6                           | 1,9                          | 7,4                          | 10,5                         | 9,2                          | 4,4                          | −0,7                         | −8,9                         | −19,6                        | −5,4                         |
| Абсолютний мінімум, °C                                | −45,3                        | −43,3                        | −42,2                        | −28,3                        | −13                          | −4,4                         | −0,6                         | −2,8                         | −6,1                         | −15,6                        | −34,4                        | −44,4                        | −45,3                        |
| Норма опадів, мм                                      | 54.6                         | 35.3                         | 53.6                         | 53.9                         | 66.3                         | 86.8                         | 100.5                        | 80.3                         | 96.3                         | 81.2                         | 69.2                         | 53.7                         | 831.8                        |
| ----------------------------------------------------- | ---------------------------- | ---------------------------- | ---------------------------- | ---------------------------- | ---------------------------- | ---------------------------- | ---------------------------- | ---------------------------- | ---------------------------- | ---------------------------- | ---------------------------- | ---------------------------- | ---------------------------- |
| Джерело: Департамент навколишнього середовища Канади. |                              |                              |                              |                              |                              |                              |                              |                              |                              |                              |                              |                              |                              |

### Гідросфера

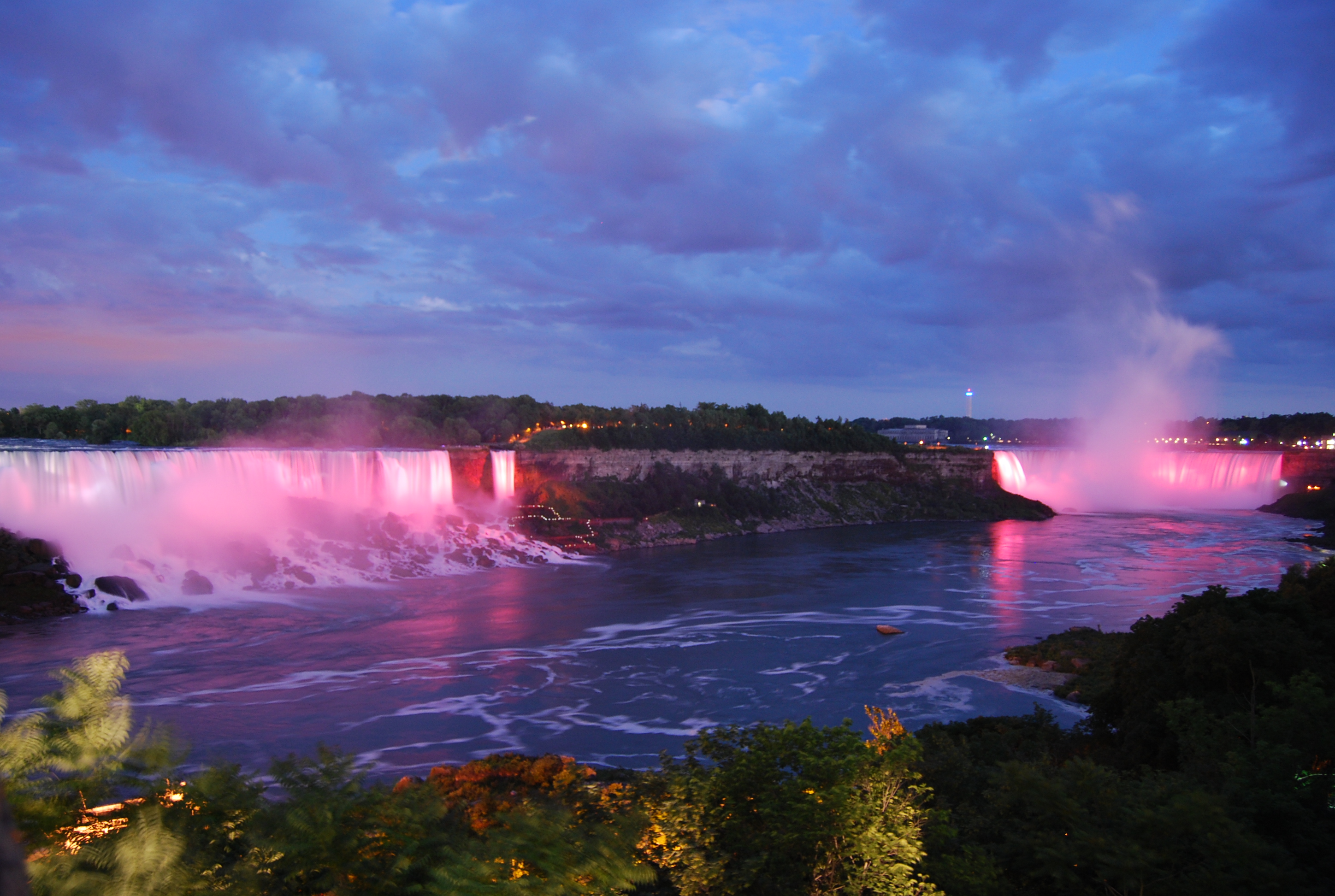
Ніагарський водоспад у надвечір'ї.

Провінція Онтаріо — це край річок та озер. Тут нараховується близько 500 000 озер, загальна протяжність річок більше 60 000 км. Приблизно 1/3 всіх світових запасів прісної рідкої води перебуває в Онтаріо. З півдня провінція омивається Великими Озерами (Онтаріо, Верхнє, Гурон, Ері). З-поміж інших значних озер також: Лісове, Ніпіссінґ, Ніпіґон, Сель, Сімко.
Територія Онтаріо належить до басейну Атлантичного океану. Більша північна частина належить до басейну Гудзонової затоки, а менша південна належить до басейну Великих Озер та річки Святого Лаврентія, що несе свої води до однойменної затоки.

### Визначні місця
- На кордоні із США на річці Св. Лаврентія знаходиться Ніагарський водоспад — найпопулярніший та найбільш відвідуваний водоспад у світі.
- Острів Манітулін — найбільший у світі острів у прісноводній водоймі. Знаходиться в озері Гурон, має площу 2 766 км², розміри 135×46 км. На 174-му за площею на планеті острові є 108 озер та 3 річки, зокрема озеро Маніту з площею 104 км² саме має низку дрібних островів. При описі можна отримати таку тавтологію: «Острови Великий та Малий Аґрусові (англ. Big & Little Gooseberry), що на озері Маніту, що на острові Манітулін, що на озері Гурон, що в Пн. Америці.»[7]

## Політичний устрій
Оскільки Канада є конституційною монархією, Онтаріо, як і решта провінцій, формально управляється представником королеви Британської Співдружності Єлизавети II — лейтенант-губернатором. З 5 Вересня 2007, склавши присягу в Королівському парку в Торонто, цю посаду обійняв Девід Онлі.
Згідно з 69 розділом Акта щодо Британської Північної Америки (1867 р.), утворено Законодавчу Асамблею Онтаріо та виділено для цього будівлю. До однопалатного парламенту обираються за мажоритарною системою 107 представників.
На виборах у 2003 та 2007 роках більшість місць здобувала Ліберальна партія Онтаріо. Наразі діє 39-е зібрання Законодавчої Асамблеї, вибори до якого відбулися 10 жовтня 2007.
| Законодавча Асамблея Онтаріо в Королівському парку Торонто. | Партія                    | Місця (107)                                   | Посади |
| ----------------------------------------------------------- | ------------------------- | --------------------------------------------- | --- |
|                                                             | Ліберальна партія Онтаріо | 71                                            | - Прем'єр уряду Онтаріо — Кетлін Винн (від 26.01.2013) - Спікер — Дейв Левак (від 21.11.2011) - Лідер більшості — Ясір Накві (від 2014) |
| Прогресивно-консервативна партія Онтаріо                    | 26                        | - Лідер опозиції Джім Вілсон (від 10.09.2015) | |
| Нова Демократична партія Онтаріо                            | 10                        |                                               | |

## Економіка
Економіка Онтаріо є провідною потугою Канади та характеризується різноманітністю: широко представлені як промислове і сільсько-господарське виробництво, так і сфера послуг. Онтаріо це 52 % від загальнодержавного промислового виробництва; за рівнем ВВП Онтаріо майже удвічі перевищує Квебек, що посідає другу позицію в державі.
Розвинене виробництво транспортних засобів, паперу, хімікатів, сталі. Місто Гамільтон називають сталевою столицею Канади.

Корисні копалини: округ Садбері дає 2/3 загальноканадського видобутку нікелю та 1/3 міді. Також значний видобуток у провінції цинку, срібла, платини, заліза, урану, 1/4 загальноканадського золота. Також значний видобуток каміння, мармуру, граніту та солі. Під дном озера Ері виявленні поклади газу та нафти.
Найбільшим торговим партнером провінції є американський штат Мічиган. У галузевому розподілі експорту — 40,4 % становлять автомобільні частини та приладдя, 10,8 % — машини та механічні пристрої, 5,6 % — електроустаткування, 4,1 % — пластмаси. Імпорт — автомобільні частини та приладдя — 22,3 %, машини та механічні пристрої — 17,7 %, електроустаткування — 10,8 %, пластмаси — 4,2 %, наукове, професійне та фотообладнання — 3,6 %.
Дефіцит бюджету в 2009/10 фінансовому році сягнув 21,3 млрд. CAD (20,7 млрд. USD). Чисті боргові зобов'язання уряду Онтаріо сягнули 220 млрд. С$ (37 % від річного ВВП). Рівень безробіття становить 8,2 % — це трохи вище за середньодержавний.

### Енергетика

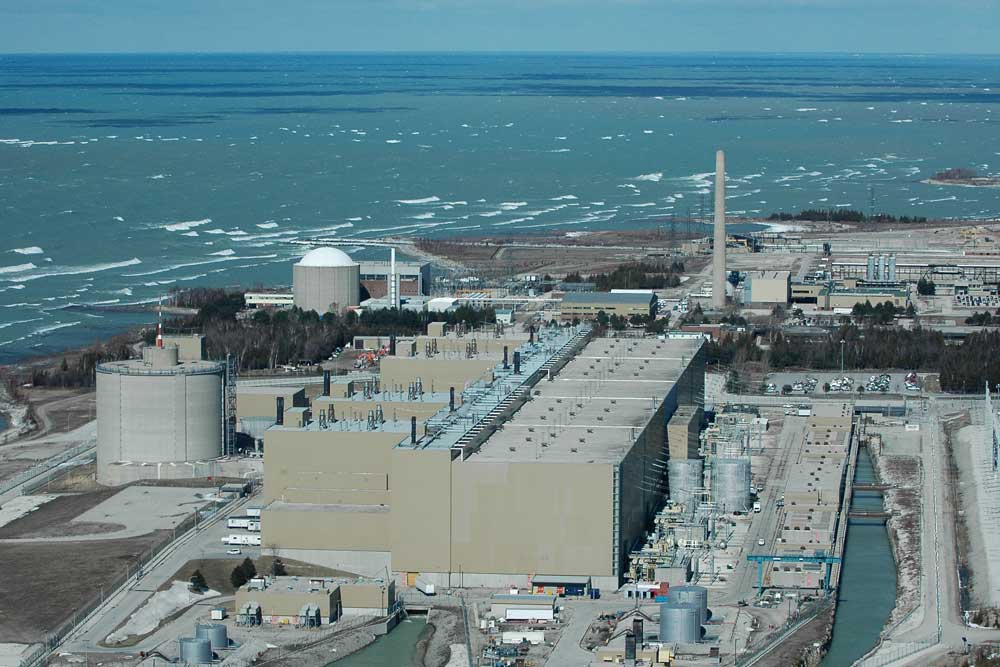
Компанія CANDU: АЕС Брус (графство Брус). Друга за потужністю АЕС на планеті.

Завдяки розгалуженій мережі річок розвинена гідроенергетика, також діють 6 атомних електростанцій. Наявна енергетика на основі викопного палива та відновлюваних ресурсів: сонячного світла та вітру. Головна розподільча компанія — «Гайдро-1». Найбільша генеруюча компанія «Онтаріо Пауер Дженерейшен» — 70 % потужностей провінції, що робить її однією з найбільших енергетичних компаній у світі. Обидві компанії належать уряду Онтаріо. 3 АЕС, що належать «Онтаріо Пауер Дженерейшен» виробили у 2009 році 46,8 терават-годин (51 % від загального виробництва компанії), 65 гідроелектростанцій — 36,2 ТВт-год (39 %), 5 теплових — 9,5 ТВт-год (10 %).

### Транспорт

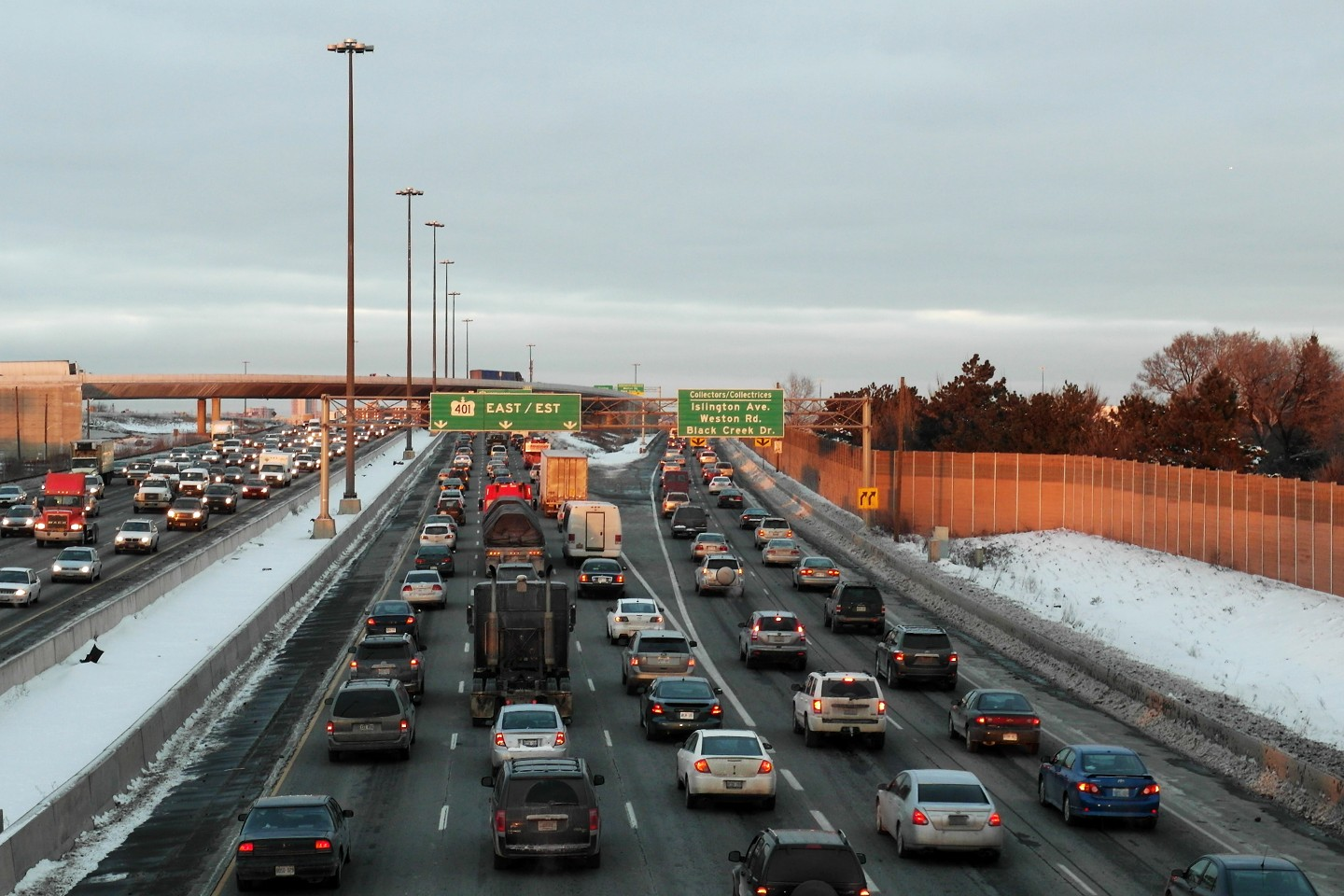
Автострада № 401, Торонто.

Провінція, особливо її південна частина, густо вкрита мережами автомобільних шосе, залізниць, міжнародних та місцевих аеропортів, водних шляхів (озер, річок та каналів — зокрема канали Рідо та Велланд).
Авіація: Торонто-Пірсон — найбільший з-поміж канадських аеропортів за пасажиропотоком, за рік обслуговує 30,4 млн осіб. Інші великі аеропорти розташовані в містах Оттава, Віндзор, Садбері, Тандер-Бей. У малолюдному Північному Онтаріо авіація часто є єдиною комунікацією.
Автотранспорт: В Онтаріо близько 21 000 км шосе (англ. highway) та ще понад 160 000 інших автошляхів. Південь провінції пронизує низка магістралей 400-ї серії. Зокрема автострада 401, що пронизує все Південне Онтаріо від Квебеку на сході до штату Мічиган (США) на заході та проходить північною околицею Торонто, є найбільш завантаженою трасою Північної Америки. Близько 380 000 транспортних засобів за день. Шосе Queen Elizabeth Way (скорочено QEW), що пролягло від Торонто до кордону зі штатом Нью-Йорк (США), також є одним із найзавантаженіших шосе континенту, в середньому близько 200 000 автівок за день.
Залізниця: Онтаріо перетинають Трансканадська залізниця, яка з'єднує Атлантичний та Тихий океани, та Канадська тихоокеанська залізниця, з відгалуженнями до Нью-Йорку, Чикаго, Міннеаполісу, та з мережею всередині провінції.

## Демографія
| Густота розселення | Населення провінції Онтаріо, від 1851 року і донині (в мільйонах осіб). |
|                    |                                                                         |

З населенням 12 160 282 чоловік(перепис 2006 року) провінція Онтаріо є найчисельнішою в Канаді, її частка — 38,47 %. Населення розподілене надзвичайно нерівномірно. У регіоні Північного Онтаріо при 85-86 % території проживає всього 6 % населення; відповідно в Південному Онтаріо, що займає 14-15 % на Південному Заході провінції, проживає 94 % від загальної людності провінції, більше того, 3/4 мешкає в урбанізованому районі Золота підкова, де густота сягає 256,7 чол/км² при середній по провінції — 13,4 чол/км², по державі — 3,5 чол/км². Частка міського населення становить 85 %.

### Біометрична демографія
|  |

Гендерний розподіл в Онтаріо характерний для більшості регіонів обох Америк — кількість жінок (6 229 580) більша за кількість чоловіків (5 930 700). У віковій групі до 25 років переважають чоловіки, у старшій — жінки.
Вікова структура є характерною для розвинених економік «золотого мільярда» — I тип. Демографічна картина на етапі переходу від стаціонарного до регресивного типу. Середній вік населення — 39,0 років (зокрема у чоловіків — 38,1, у жінок — 39,9). Частково виправляє загальну демографічну ситуацію велика частка мігрантів 1-го покоління — 28,25 % (загалом у державі 19,80 %). Проте відбувається «старіння нації»: з 1996 по 2006 роки частка дітей (0-14 років) скоротилася з 20,6 % до 18,2 %, а частка літніх людей (65+) зросла з 12,4 % до 13,6 %.
Середня тривалість життя становить 83 роки. Народжуваність становить 10,8 ‰ (по Канаді — 11,3 ‰). Смертність немовлят в перший рік життя становить 5,2 ‰ (по державі 5,1 ‰). Середня очікувана тривалість життя народжених у 2006 році становить 81 рік. Смертність — 7,1 ‰ (7,3 ‰ по Канаді). За 2009/10 демографічний рік народилось 141 784, померло — 94 860.

### Етнокультурна демографія
Мова, що в основному використовується для спілкування в Онтаріо, — англійська, нею володіє 97,37 % населення. При переписі 2006-го року 68,42 % рідною мовою зазначило англійську, 4,06 % — французьку, ще 0,27 % рідними вважають обидві ці мови, 27,24 % мешканців зазначили рідними інші мови.
Етнічна картина провінції дуже строката, так лише 57 % мешканців мають моноетнічну ідентифікацію, а 43 % ідентифікують себе одразу з кількома етнічними групами.
Релігійна картина теж є неоднорідною. Найчисельніші — християни 74,6 %, з-поміж них майже однаково численні протестанти 34,9 % та католики 34,7 %. Атеїсти — 16,3 %, а 9,1 % є прихильниками інших релігій.

## Історія

### До європейців

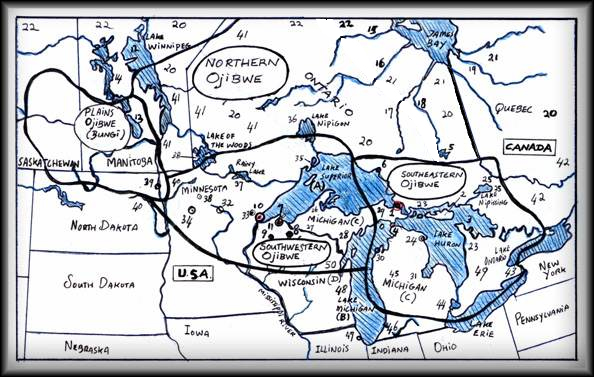
Розселення оджибве, станом на 1800 рік

Знайдені при археологічних дослідженнях старожитності свідчать, що Онтаріо заселено людьми щонайменше 7 000 років тому.
До приходу європейців Онтаріо населяли численні корінні народи: алгонкінські (оджибве, крі, алгонкіни) та ірокезькі (гурони, ірокези). На Півночі оджибве, крі, та алгонкіни займалися рибальством і мисливством. На Півдні — гурони, які першими почали займатися землеробством.
Наймогутнішим народом стали оджибве. За епічними переказами народ оджибве, отримавши наказ від семи деміургів, подався в пошуках кращої землі на захід вздовж річки Св. Лаврентія до річки Оттава і далі до Великих Озер — та заселив всю сучасну територію провінції. Південно-східні оджибве населяли сучасне Південне Онтаріо та Мічиган. Південно-західні оджибве — південно-західну частину провінції, західну частину Мічигану та Вісконсин. Північні оджибве контролювали усе Північне Онтаріо та схід Манітоби. Тривалий час основні потоки європейських поселенців просувалися суттєво південніше, що й дозволяло оджибве успішно торгувати із європейцями, не скорятися їм та загарбувати землі інших племен. Більшість оджибве була осілими землеробами, частина була кочівниками. Вирощували кукурудзу та овочі, збирали дикий рис, займалися рибальством. За непідтвердженими даними шамани народу вміли робити якісь записи (тобто мали свою писемність).

### Європейська колонізація
Європейці почали проникати на територію краю на початку XVII століття. Французький дослідник Етьєн Брюле, що з 1608 року мешкав у Новій Франції, в 1610—1612 роках дослідив частину сучасного Південного Онтаріо та вивчив мову гуронів.
Майже одночасно в 1611 році англійський мореплавець Генрі Гудзон, шукаючи північний шлях до Китаю, запливши у затоку, пізніше названу на його честь, проголосив навколишні землі англійськими.

В 1615 р. Самюель де Шамплен досяг озера Гурон. Разом із ним французькі місіонери заснували низку торговельних постів уздовж узбережжя Великих озер. Шамплен уклав союз із гуронами, що ворогували з ірокезами, які у свою чергу мали підтримку від англійців. З 1634 по 1640 рр. гурони були сильно ослаблені внаслідок епідемій кору та віспи — і французи залишилися без підтримки союзників. Надалі вороже ставлення ірокезів суттєво стримувало розповсюдження французьких поселень.
Головним рушієм освоєння краю французами стала торгівля хутром. У другій половині століття британські торгові пости, засновані на узбережжі Гудзонової затоки, почали боротьбу за контроль над торговими потоками. За Паризьким мирним договором 1763, що підсумував Семирічну війну, землі сучасного Онтаріо разом із більшістю земель Нової Франції відійшли під британське управління. Надалі в 1774 році територія краю була анексована Квебеком.

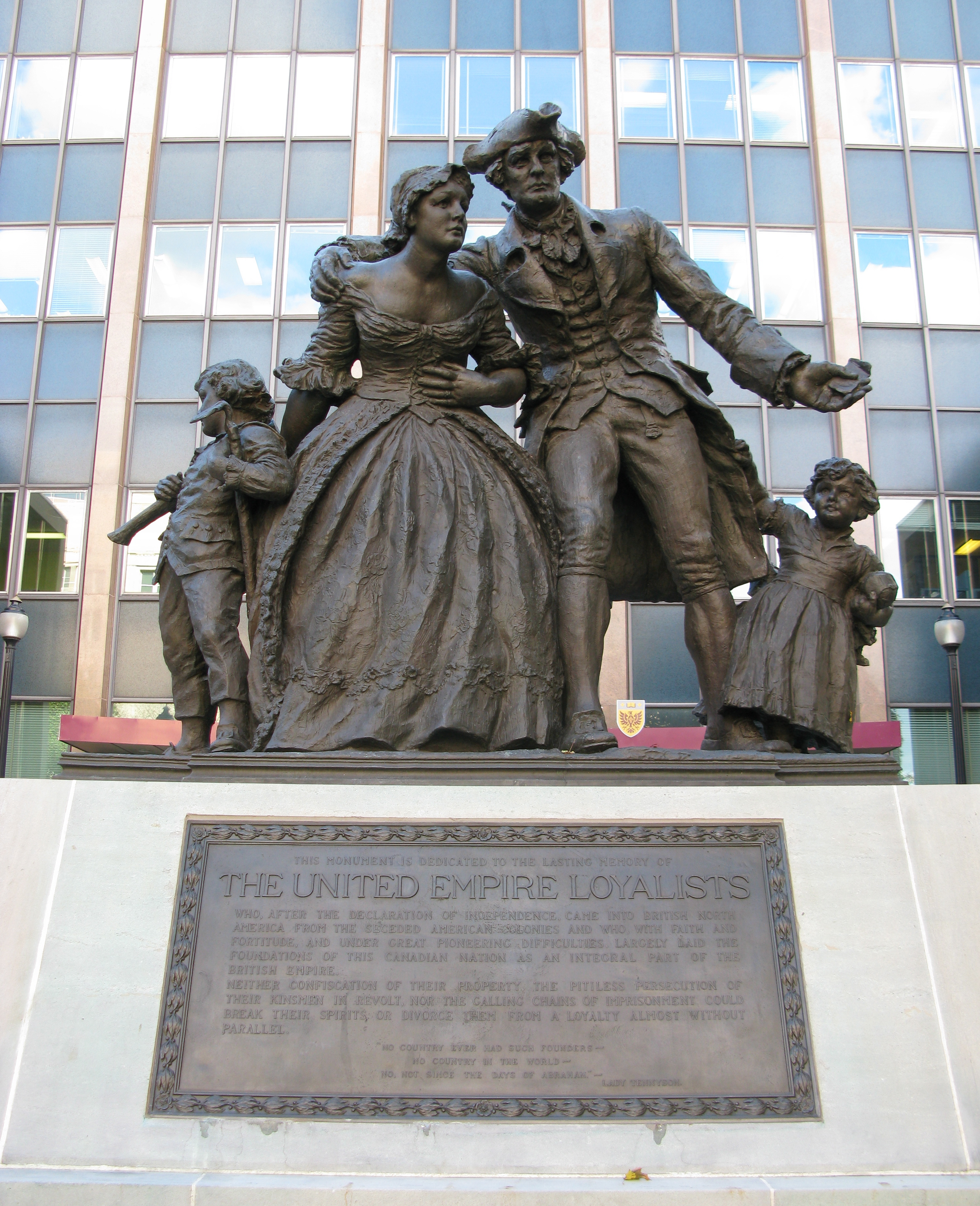
Пам'ятник переселенцям-прихильникам корони. Середмістя Гамільтона, Південне Онтаріо.

Від 1783 до 1796 внаслідок американської революції сюди пересилилося багато лояльних до корони підданих. Вони отримували по 200 акрів (81 га) землі та потрібні для облаштування на новому місці речі. Значне зростання англомовного населення, що селилося на захід від річок Оттава та Святого Лаврентія, призвело до вирізнення краю від решти Квебеку. Конституційним актом 1791 року Квебек було розділено на дві частини — Верхню, та Нижню Канади. Верхня Канада отримала свого першого лейтенант-губернатора — Джона Сімко. Першою столицею стало місто Ньюарк. Впродовж наступних двох передвоєнних десятиліть європейське населення краю стрімко збільшувалося від 15 000 до 90 000 (станом на 1812 рік).

### Верхня Канада
Столицею Верхньої Канади стало місто Йорк (нинішнє Торонто) на узбережжі озера Онтаріо. Під час війни 1812 року американські війська вторглися до Верхньої Канади, у 1813 році захопили Йорк та спалили будівлю парламенту — але невдовзі змушенні були відступити.
Під час тривалого мирного часу після закінчення війни до Верхньої Канади прибувало все більше мігрантів безпосередньо із Європи (в основному з Англії та Ірландії), а не з північноамериканських штатів, як це було раніше. Більшість поселенців, не витримуючи суворого клімату на півночі, залишалася в південній частині. Розбудовувалися мережі доріг та каналів, зокрема Вілланд канал (англ. Welland Canal, 1829). Зростала торгівля як усередині провінції, так і з США. Станом на 1834 рік населення сягнуло 235 000 чол. Онтаріо, що інтенсивно економічно та промислово розвивалося, почало наздоганяти Квебек — суперництво між ними щодо національного лідерства триває понині.
Влада Верхньої Канади, як і в інших Британських Північно-Американських колоній, була сконцентрована в руках вузького кола консерваторів з партії Торі: землевласників, чиновників, бізнесменів та релігійних діячів, яких іронічно кликали «Сімейна угода» (англ. Family Compact). «Сімейна угода» контролювала адміністративну сферу та економіку краю впродовж 1820-1830-х років. Відсутність політичних та економічних прав призвела до революцій в обох провінціях: революції Верхньої Канади (англ. Upper Canada Rebellion) та до повстання Патріотів у Нижній Канаді, що тривали у 1837—1838 роках. Верхньоканадську революцію очолив журналіст та політик Вільям Макензі (англ. William Lyon Mackenzie).

### Західна Канада

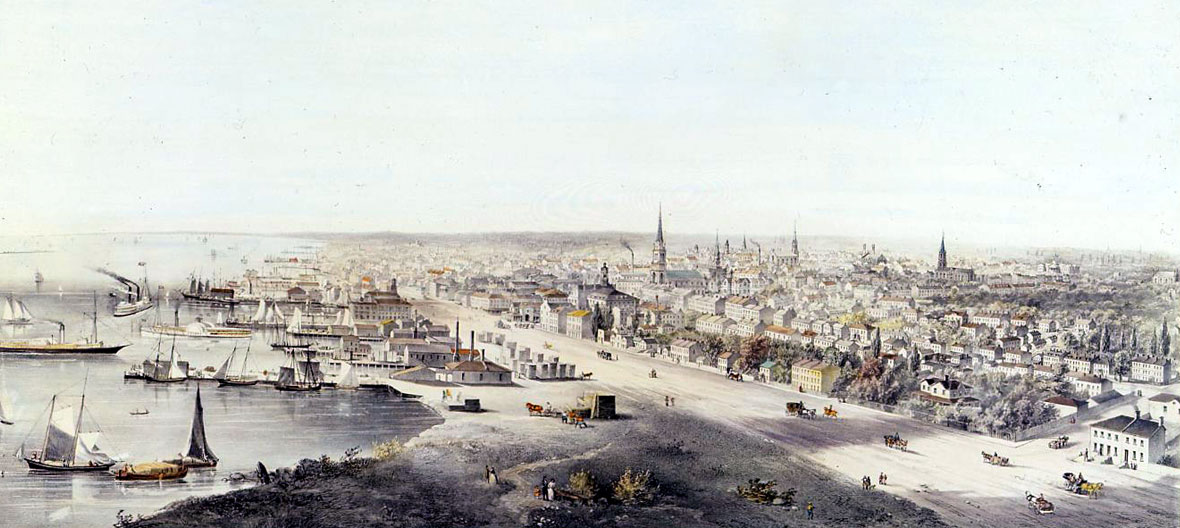
Торонто, Західна Канада. 1854 рік

І революція Верхньої Канади, і повстання Патріотів у Нижній Канаді були швидко придушені, проте для розслідування причин заворушень уряд Британії надіслав Верховного комісара лорда Дургама. Він рекомендував надати самоврядування обидвом Канадам та провести асиміляцію франко-канадців, що мешкали переважно у Нижній Канаді. Згідно із Актом про Союз 1840 року, обидві провінції було об'єднано в єдину провінцію — Канаду, зі столицею в Кінгстоні (у 1843 р. перенесено до Монреаля). Колишню Верхню Канаду почали називати Західною. Її населення станом на 1840 рік склало 450 000 осіб. У 1848 році впроваджено парламентське самоврядування.
Найзначніша еміграційна хвиля припала на 1840-ві, коли впродовж одного десятиліття населення Західної Канади подвоїлося. Унаслідок цього вперше чисельність англо-канадців перевищила кількість франко-канадців та почав зміщуватися баланс у різних сферах життя від Східної Канади на користь Західної. У 1850-х Канада переживала економічний бум, було збудовано мережу залізниць. Скасування Хлібних законів сприяло зростанню торгівлі із США. На початок Громадянської війни в США населення Західної Канади сягнуло 1,5 мільйони мешканців.
Проіснувавши двадцять п'ять років в рамках єдиної провінції, стосунки поміж франко- та англомовними партіями остаточно зайшли в глухий кут. Згідно з Актом про Британську Північну Америку, що набув чинності 1 липня 1867 року, Західна та Східна Канади були розділені. Утворювався домініон Канада, що складався із чотирьох провінцій: Нова Шотландія, Новий Брансвік, Квебек та Онтаріо. Згідно із статтею 93 Акту гарантувався захист прав меншин: католиків (в основному франкомовні) в Онтаріо та протестантів (переважно англомовні) у Квебеці — зокрема й в освітній сфері.
Столицею Онтаріо стало Торонто, а столицю домініону перенесено до Оттави, невеличкого містечка на межі розселення між франко та англо-канадцями, що захищене густими лісами та значною відстанню від кордону із США. Були побоювання, що війська США по закінченню Громадянської війни знову можуть вдертися в Канаду.

### Провінція Онтаріо
Першим Прем'єром Онтаріо став сер Джон Александр Макдональд (англ. John A. Macdonald), надалі перший та третій Прем'єр-міністр Канади.

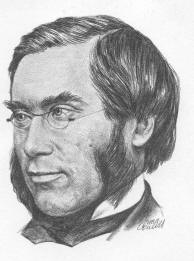
Олівер Моват — 3-й Прем'єр,
творець феномену «Імперія Онтаріо»

У 1872 році третім Прем'єром Онтаріо став правник Олівер Моват (англ. Oliver Mowat), пробув на цій посаді до 1896 року, найдовше за всю історію краю. Він домігся надання значного рівня самоуправління та прав для провінції, зазвичай подаючи досконало аргументовані клопотання до Судового Комітету при Таємній Раді (англ. JCPC). Моват розбудував мережу освітніх та адміністративних установ та впровадив округи в Північному Онтаріо. Олівер Моват, попри те що Північно-Західний район (на північ від лінії вододілу між озером Верхнім та затокою Гудзона), так званий округ Кііуатін, ніколи не входив до складу Верхньої Канади, боровся за включення його до складу провінції. Це відбулося згідно із прийнятим «Актом щодо Канади (про кордони Онтаріо)» від 1889 року, вже після його відставки.
В 1879 році було прийнято програму «Національна політика» сера Джона А. Макдональда, на той момент Прем'єр-міністра Канади. У 1875–1885 рр. було прокладено Канадську Тихоокеанську залізницю, що пролягла крізь Північний Онтаріо та Канадські Прерії до Британської Колумбії: усе це сприяло ще більшому розквіту промисловості та мануфактурного виробництва.
Значна рецесія в провінції 1893 року на кілька років сповільнила приріст населення. Багато новоприбулих та частина давно осівших мігрантів рушали залізницею далі на захід, переважно прямуючи до степових провінцій та Британської Колумбії, лише зрідка осідали у Північному Онтаріо. Проте на 1900 рік населення перевищило двомільйонну позначку.
Наприкінці XIX століття значно розвинулася видобувна галузь, північно-східні райони провінції виявилися багатими на корисні копалини. Постали такі гірничі міста, як Садбері (Cu, Ni), Кобальт (Co), Тіммінс (Au, Ag). Значні водні ресурси дозволили розбудувати мережу ГЕС, які було включено в державну компанію Hydro-Electric Power Commission of Ontario, надалі «Hydro Ontario». Зокрема у 1906 р. було збудовано електростанцію на Ніагарському водоспаді. Наявність значних обсягів дешевої електрики сприяла подальшому розвитку промисловості, зокрема автомобільної. Так у 1904 році було засновано дочірню компанію Ford Motor Company of Canada, в 1918 — General Motors of Canada. Автомобільне виробництво стало та залишилося впродовж усього XX-го століття і понині головною галуззю Онтаріо.
На початку XX століття знову загострилося мовне питання в провінції. В липні 1912 року уряд Прогресивних консерваторів Онтаріо на чолі з Джеймсом Уітні (англ. James Whitney) ухвалює законопроєкт «17-а поправка» (англ. Regulation 17), яким суттєво обмежив використання французької в освіті. Згідно із законом заборонялося викладання французькою мовою в усіх класах окрім 1-го, та заборонялася французька як предмет після 4-го класу. У серпні 1913 року була прийнята «18 поправка», з метою зламати опір вчителів низки шкіл; остаточно «17 поправку» було скасовано в 1927 році.
Під впливом сухого закону в США, уряд сера Вільяма Херста в 1916 р. прийняв «Акт Тверезості Онтаріо» (англ. Ontario Temperance Act), згідно з яким в Онтаріо заборонявся продаж алкогольної продукції на території провінції. Проте не було заборонено її виробництво резидентами для власного споживання, а в промислових масштабах на експорт, що зробило Онтаріо найбільшим постачальником контрабанди алкоголю до США та сприяло розвитку відповідних галузей промисловості. Акт Тверезості відмінили в 1927 році, проте в Онтаріо й донині діють одні з найжорсткіших обмежень в усій Північній Америці щодо продажу алкогольної продукції.
Під час Великої Депресії ВНП Канади впав на 40 %. Не стало винятком і Онтаріо, економіка якого значно орієнтована на США. Криза негативно вплинула зокрема на міста Гамільтон (найбільш центр сталеливарної галузі Канади), а також на Торонто і Віндзор з їх потужним автомобільним виробництвом, яке тісно пов'язане з автопромисловістю Детройта (США). Безробіття в Онтаріо сягнуло приблизно 45 %. Для виходу з кризи уряд провінції, подібно до уряду США, розпочав широкомасштабні інфраструктурні проєкти із залученням працівників на громадські роботи. Це дозволило до 1937 року знизити відсоток безробіття на докризовий рівень. Було збудовано низку мостів, тунелів, дамб, розбудовано мережу автомобільних шосе 400-ї серії, зокрема шосе «Queen Elizabeth Way» та шосе, що надалі були об'єднані у трасу 401.
3 вересня 1939 р. уряд Британської імперії оголосив війну Німеччині, а через сім днів (10 вересня) уряд домініону Канада прийняв аналогічне рішення. З усієї Канади, в тому числі із Онтаріо, було призвано на фронти 1,1 мільйона солдатів. Перед війною Канада посідала 4-е місце у світі за випуском автівок, більшу частку з яких вироблялося в Онтаріо, під час війни вийшла на 2-е місце. Зокрема було вироблено 800 000 вантажівок, більше, ніж виробили сукупно Німеччина, Італія та Японія. Обидва автомобілебудівні гіганти провінції — компанії Ford Motor Company of Canada та General Motors of Canada об'єднали свої конструкторські відділи, для стандартизації та прискореного випуску вантажівок для потреб армії: так було створено військову вантажівку Canadian Military Pattern truck (CMP), що стала одним із найбільших вкладів Канади для перемоги у Другій світовій війні.
Під час війни до Онтаріо, в Оттаву, було евакуйовано нідерландську королівську родину. В 1943 тут народилася принцеса Маргріт. Пологове відділення, де вона мала народитися, Канадський уряд тимчасово оголосив екстериторіальним. Таким чином, Маргріт народилася на нейтральній території та змогла отримати підданство за паспортом своєї матері принцеси Юліани, а не підданство Домініону Канада.
Повоєнний період характеризується стабільним розвитком та зростанням. Онтаріо загалом і Велике Торонто зокрема стали реципієнтами найбільшої кількості мігрантів з-поміж усієї Канади. У 1950-х та 1960-х роках до краю переселилося більше двох мільйонів мігрантів з післявоєнної Європи. У 1970-х після зміни федерального міграційного законодавства почала переважати частка неєвропейських мігрантів — і Онтаріо поступово стало мультикультурним краєм: на сьогоднішній день 1/4 населення провінції мігранти 1-го покоління.
Наприкінці 1970-х та впродовж 1980-х посилився внутрішньоканадський потік переселенців до Онтаріо. Багато англомовних мешканців Квебеку переїхали в Онтаріо після приходу до влади у Квебеці Квебекської партії в 1976 році, та проведення у 1980 році референдуму щодо відділення. Також посилився приплив із Атлантичних провінцій, викликаний тривалою економічною стагнацією регіону. У підсумку лідерство в тривалому змаганні поміж провінціями здобуло Онтаріо: Торонто стало найбільшим містом Канади, перевершивши Монреаль, а Онтаріо — перевершило Квебек у населенні та промисловості.
У 1990 в Онтаріо було прийнято закон «(англ. French Language Services Act)» для задоволення потреб франко-онтарійців у місцях компактного проживання.

## Міста в Онтаріо

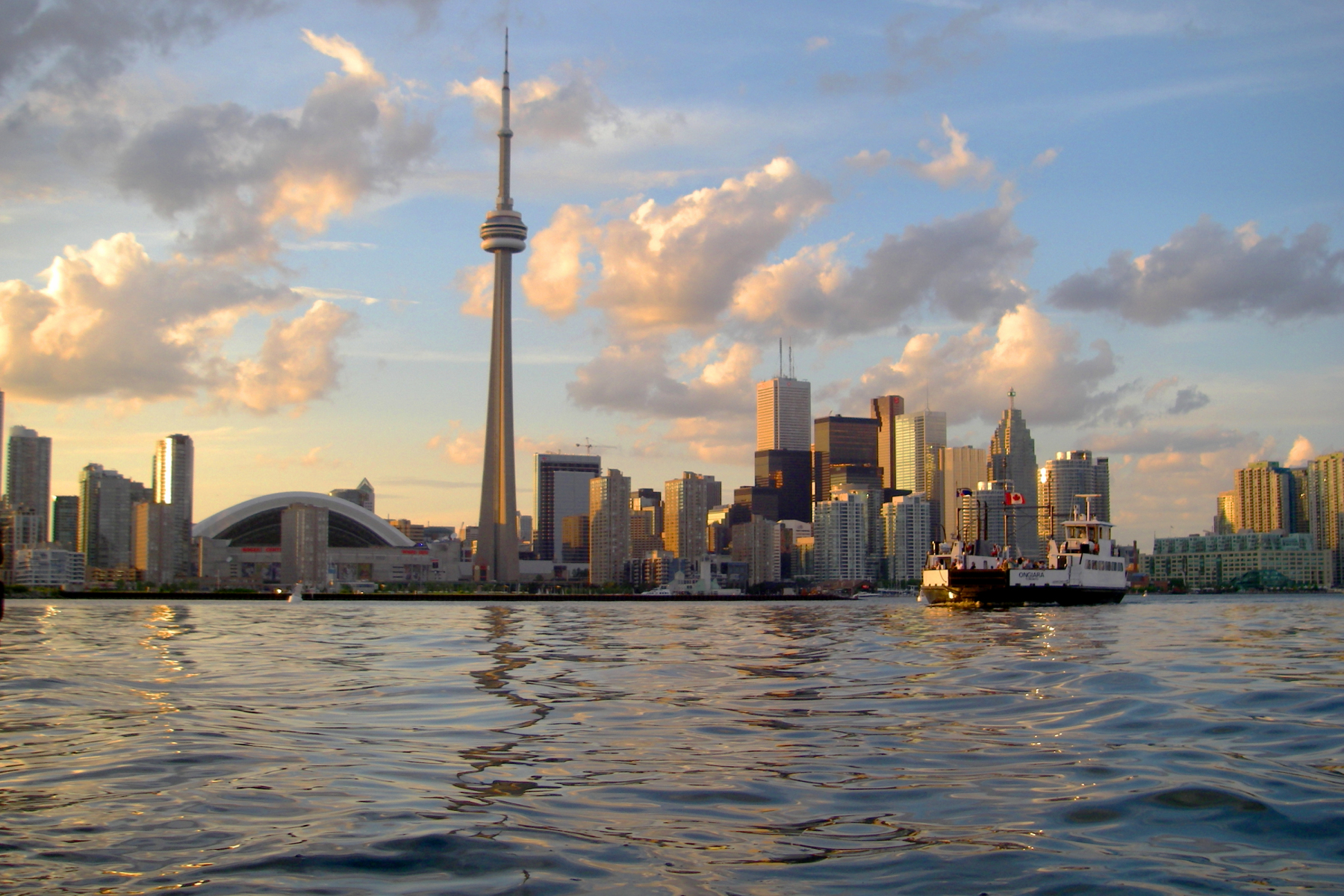
Торонто, вид з порту.

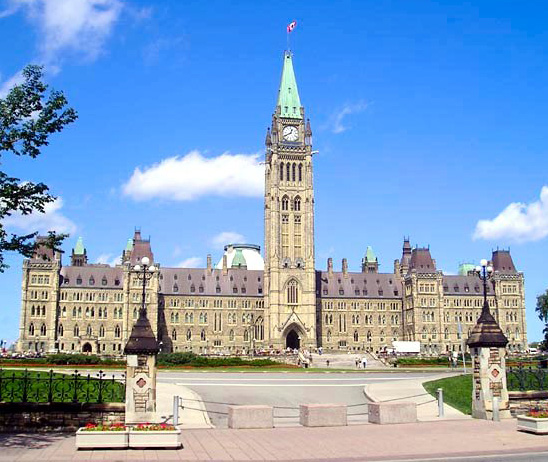
Парламент Канади в столиці Оттаві.

Найбільші муніципалітети Онтаріо
- Міссісаґа
- Гамільтон
- Брамптон
- Маркем
- Берлінгтон
- Оквілл
- Ошава
- Ричмонд-Гілл
- Сент-Катарінс
- Вітбі
- Пікерінг
- Ніагара-Фолс
- Аджакс
- Велланд
- Мілтон
- Оттава
- Лондон
- Віндзор
- Кітченер
- Тандер-Бей
- Капускейсінг

| Агломерація                 | 2009   | 2008   | 2007   |
| --------------------------- | ------ | ------ | ------ |
| Торонто                     | 5623,5 | 5530,6 | 5432,6 |
| Оттава-Ґатіно               | 1220,7 | 1201,3 | 1183,1 |
| Гамільтон                   | 739,4  | 732,7  | 725,6  |
| Лондон                      | 489,3  | 485,5  | 481,4  |
| Кітченер-Кембридж-Ватерлоо  | 489,1  | 482,9  | 476,4  |
| Сент-Катарінс-Ніагара-Фоллс | 404,4  | 404,2  | 403,9  |
| Ошава                       | 361,4  | 356,0  | 350,4  |
| Віндзор                     | 331,5  | 333,4  | 334,8  |
| Беррі                       | 190,4  | 188,2  | 186,0  |
| Садбері                     | 165,3  | 164,9  | 164,5  |
| Кінгстон                    | 160,7  | 159,5  | 158,3  |
| Брантфорд                   | 137,7  | 136,9  | 136,0  |
| Гвелф                       | 135,9  | 134,6  | 133,2  |
| Тандер-Бей                  | 124,8  | 125,5  | 125,9  |
| Пітерборо                   | 121,4  | 121,1  | 120,7  |

## Адміністративний поділ
Адміністративний поділ Онтаріо не однотипний, що обумовлено різними історичними обставинами та величезною різницею між Південним та Північним Онтаріо. Велика густота населення в Південному Онтаріо дозволяє утримувати більший чиновницький апарат та надавати значний перелік адміністративних послуг. Малолюдність Північного Онтаріо є причиною менших адміністрацій і обмеженого обсягу функцій місцевого самоврядування.
Онтаріо ділиться на 50 утворень: 21 графство (англ. county), 10 округів (англ. district) та 18 муніципалітетів (англ. municipality).
- Алгома
- Брант
- Брюс
- Ватерло
- Велике Садбері
- Веллінгтон
- Галдіманд
- Галібартон
- Галтон
- Гамільтон
- Гастінгс
- Ґрей
- Гурон
- Дафферін
- Да́рем
- Елджін
- Ессекс
- Йорк
- Каварта-Лейкс
- Кенора
- Кокрен
- Ламбтон
- Ланарк
- Лідс і Ґренвілл
- Леннокс та Еддінгтон
- Манітулін
- Міддлесекс
- Маскока
- Ніагара
- Ніпіссінг
- Нортамберленд
- Норфолк
- Оксфорд
- Оттава
- Перрі-Саунд
- Перт
- Піл
- Пітерборо
- Прескотт та Руссель
- Принс-Едвард
- Рейні-Рівер
- Ренфрю
- Садбері
- Сімко
- Стормонт, Дандес та Глінгаррі
- Тандер-Бей
- Тіміскамінг
- Торонто
- Фронтенак
- Четем-Кент

## Онтаріо й українці
336 355 онтарійців ідентифікують себе українцями, в тому числі 85 615 осіб визначилися винятково як українці. Є значні громади українців в багатьох містах, зокрема в Торонто, в Тандер-Бей.

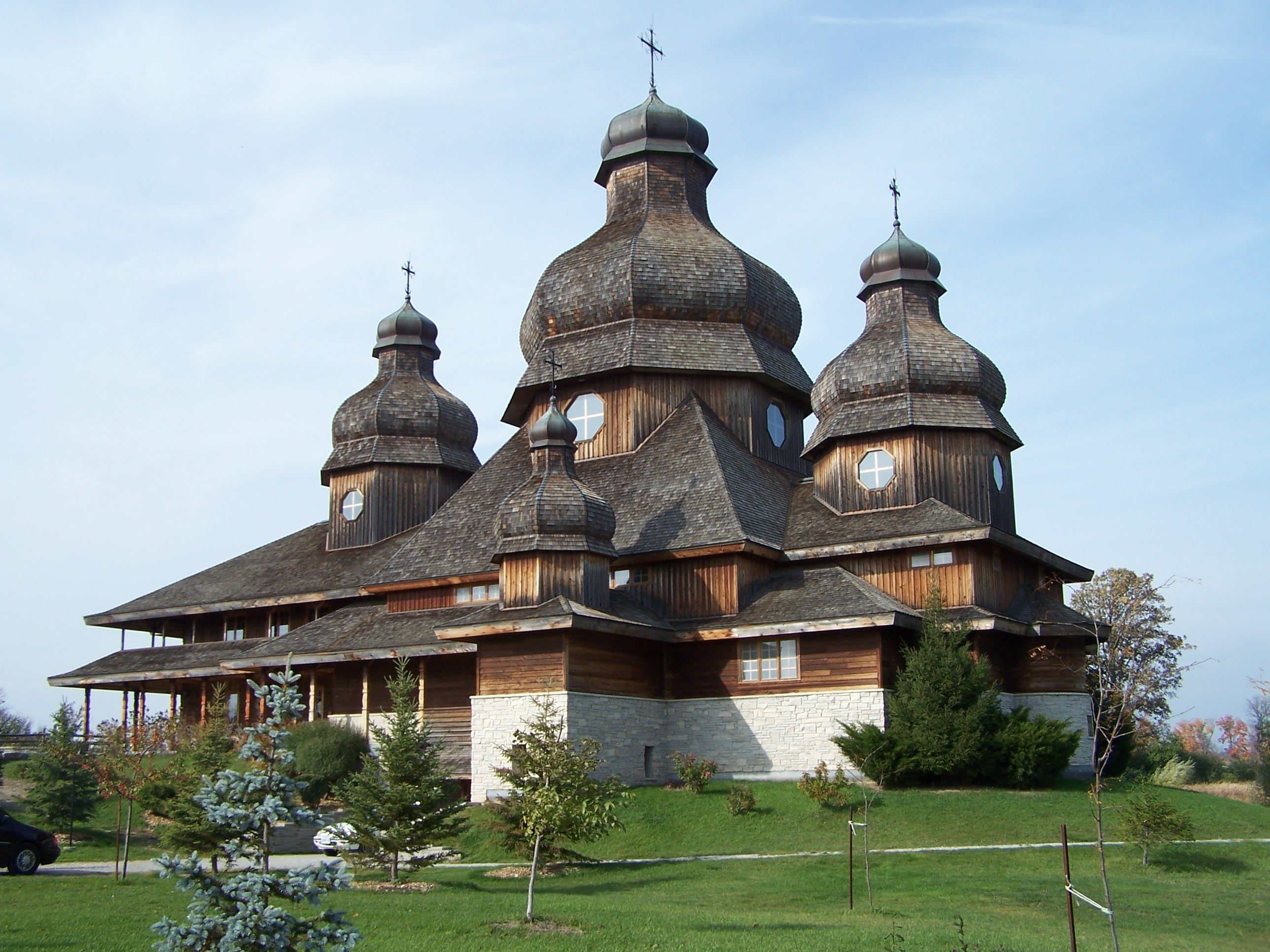
Українська греко-католицька церква, Брамптон

У 2010 році парламент Онтаріо визнав Голодомор в Україні актом геноциду. Цей закон був підготовлений Дейвом Леваком з Ліберальної партії, також участь у підготовці брали Френк Кліс від Прогресивної консервативної партії та Чері ДіНово від Нової демократичної партії. Це перший законопроєкт в історії Онтаріо, який був поданий і представлений членами всіх фракцій (на той момент трьох) парламенту Онтаріо. Закон також встановив четверту суботу листопада Днем пам'яті Голодомору в провінції Онтаріо.

## Персоналії
- Іван Яремко — перший депутат українського роду в Східній Канаді до парламенту провінції Онтаріо.
- В місті Стретфорд народився та проживає співак-тінейджер Джастін Бібер.
- Фредерік Бантінг — нобелівський лауреат з медицини 1923 року, уродженець селища Аллістон (англ. Alliston), сучасний Торонто.
- Давід Шуліст — культурний діяч.
- Рей Черезіно — канадський хокеїст.
- Джон Грісдейл — канадський хокеїст.